# Otiorhynchus apenninus
Otiorhynchus apenninus är en skalbaggsart som beskrevs av Wilhelm Gustav Stierlin 1883. Otiorhynchus apenninus ingår i släktet Otiorhynchus, och familjen vivlar. Arten är tillfälligt reproducerande i Sverige.